# Erland Wahlberg
Erland Rudolf Arvid Wahlberg, född 2 augusti 1902 i Piteå landsförsamling, Norrbottens län, död 23 juni 1972 i Söderhamns församling, Gävleborgs län
, var en svensk sågverksförvaltare. 
Wahlberg, som var son till fanjunkare R. Wahlberg och Emilia Wahlberg, avlade realexamen 1918, var kontorist vid Munksund-Storfors sågverk i Munksund 1920–1924, skeppningsföreståndare och förvaltarassistent vid Kramfors AB i Kramfors 1924–1930, sågverksinspektör vid Sunds AB i Sundsbruk 1930–1935 och sågverksförvaltare vid Ala sågverk, tillhörigt Bergvik och Ala AB, i Ljusne från 1935.